# مرکاتو سان سورینو
مرکاتو سان سورینو (به ایتالیایی: Mercato San Severino) یک کومونه در ایتالیا است که در استان سالرنو واقع شده‌است.

## خصوصیات
مرکاتو سان سورینو ۳۰ کیلومترمربع مساحت و ۲۱٬۴۳۲ نفر جمعیت دارد و ۲۶۰ متر بالاتر از سطح دریا واقع شده‌است.

## خواهرخوانده
شهر فاربرسویلر خواهرخواندهٔ مرکاتو سان سورینو هست.